# Sergej Ignaťjevič Ruděnko
Sergej Ignaťjevič Ruděnko (ukrajinsky Сергій Гнатович Руденко; 20. října 1904 – 10. července 1990) byl generál sovětského letectva během druhé světové války.

## Život

### Před druhou světovou válkou
Narodil se v rodině řemeslníka na severní Ukrajině v Černigovské oblasti. V polovině dvacátých let se dobrovolně přihlásil do Rudé armády. Prodělal krátkou prezenční službu u letecké jednotky, načež se přihlásil do vojenské pilotní školy, kterou zakončil v roce 1927. Mezi lety 1930–1932 absolvoval kurz pro mladé velitele na Žukovského letecké akademii a poté tři roky velel eskadře. V letech 1935 a 1936 se na ní vrátil a vystudoval její operační fakultu. Poté kariérně stoupal přes velitele pluku a letecké brigády až na post velitele 31. letecké divize ve speciální vojenské oblasti Západ, kterým se stal v lednu 1941.

### Východní fronta druhé světové války
Po napadení Sovětského svazu nacistickým Německem 22. června 1941 se na rozdíl od mnoha jiných osvědčil. V říjnu byl povýšen na generálmajora, nedlouho poté byl jmenován velitelem letectva v 61. armádě a posléze v době bitvy o Moskvu letectva celého Kalininského frontu. Na jaře 1942 nastoupil k frontu Volchovskému coby zástupce velitele Alexandra Novikova, se kterým se spolupodílel na plánování letecké podpory při prolamování leningradské blokády. V červnu téhož roku byl Ruděnko převelen do prostoru Jihozápadního frontu, kde se přes krátké působení u 8. letecké armády stal velitelem 16. letecké armády, jímž zůstal až do konce války. Účastnil se bitvy u Stalingradu, při které si padl do oka s tehdejším velitelem Donského frontu Konstantinem Rokossovským, se kterým pak delší dobu spolupracoval. Mimo jiné podporoval jeho Střední front v bitvě u Kurska. V závěru války pomáhala Ruděnkova 16. armáda Žukovovu 1. běloruskému frontu při postupu a útoku na Berlín.

### Po druhé světové válce
Po skončení Velké vlastenecké války zůstal Ruděnko velitelem 16. letecké armády až do roku 1948. V jeho závěru byl na dva roky jmenován velitelem sovětských výsadkových vojsk. Následovaly funkce náčelníka hlavního štábu vzdušných sil, velitele bombardérů dlouhého doletu, velitele strategických útočných sil a opět náčelníka hlavního štábu vzdušných sil. V roce 1955 byl Ruděnko povýšen na maršála letectva a v roce 1958 byl jmenován prvním zástupcem hlavního velitele vzdušných sil. Mezi lety 1968 a 1973 velel Gagarinově letecké akademii a ve zbytku života se věnoval publikační činnosti.